# Y học thanh thiếu niên
Y học vị thành niên là một chuyên ngành y tế tập trung vào chăm sóc bệnh nhân đang trong độ tuổi thanh thiếu niên. Giai đoạn này bắt đầu ở tuổi dậy thì và kéo dài cho đến khi toàn bộ sự phát triển trong cơ thể đã dừng lại. Thông thường, bệnh nhân trong độ tuổi này sẽ ở những năm cuối tiểu học cho đến khi học trung học (một số bác sĩ trong chuyên khoa này điều trị cho những người trẻ tuổi học đại học tại các phòng khám khu vực, trong lĩnh vực y tế đại học). Ở các quốc gia phát triển, thời kỳ tâm lý xã hội của tuổi thiếu niên được kéo dài cả khi bắt đầu sớm hơn, khi bắt đầu dậy thì sớm hơn và kết thúc muộn hơn, vì bệnh nhân cần nhiều năm giáo dục hoặc đào tạo trước khi họ đạt được sự độc lập về kinh tế từ cha mẹ.
Các vấn đề có tỷ lệ lưu hành cao trong độ tuổi vị thành niên thường được các nhà cung cấp giải quyết. Bao gồm các:
- Bệnh lây truyền qua đường tình dục (làm việc với các chuyên gia về nội tiết nhi khoa, sản khoa và phụ khoa vị thành niên, bệnh truyền nhiễm miễn dịch, và tiết niệu và sinh sản)
- Mang thai ngoài ý muốn (làm việc với các chuyên gia về sản khoa và phụ khoa vị thành niên, đặc biệt là về sơ sinh và y học bà mẹ;
- Kiểm soát sinh sản (tiếp cận các biện pháp tránh thai theo toa hoặc không theo toa)
- Hoạt động tình dục (như thủ dâm, quan hệ tình dục và lạm dụng tình dục)
- Lạm dụng chất kích thích
- Rối loạn kinh nguyệt (như vô kinh, đau bụng kinh và chảy máu tử cung bất thường)
- Mụn trứng cá (làm việc với các chuyên gia về da liễu điều trị cho bệnh nhân vị thành niên)
- Rối loạn ăn uống như chán ăn tâm thần và bulimia neurosa (làm việc với các chuyên gia dinh dưỡng và chế độ ăn uống, và cũng là chuyên gia tư vấn sức khỏe tâm thần nhi, tâm lý học lâm sàng và tâm thần học trẻ em, làm việc với thanh thiếu niên)
- Một số bệnh tâm thần (đặc biệt là rối loạn nhân cách, rối loạn lo âu, trầm cảm và có ý định tự tử, rối loạn lưỡng cực và một số loại tâm thần phân liệt; phối hợp với các cố vấn sức khỏe tâm thần, tâm lý học lâm sàng và bác sĩ tâm thần nhi khoa chuyên về chăm sóc sức khỏe vị thành niên)
- Trì hoãn hoặc sớm dậy thì (thường làm việc với các chuyên gia trong vị thành niên nhi nội tiết, tiết niệu, và Andrology)

## Đồng tính nam, đồng tính nữ và lưỡng tính
Thanh thiếu niên là đồng tính nam, đồng tính nữ hoặc lưỡng tính có xu hướng thể hiện các hành vi sức khỏe rủi ro hơn và có kết quả sức khỏe tồi tệ hơn so với thanh niên dị tính, bao gồm:
- Lạm dụng chất kích thích
- Có ý định tự tử
- Rối loạn ăn uống và hình ảnh cơ thể
- Các hành vi tình dục, bao gồm cả mang thai ngoài ý muốn (Trái với giả định, thanh niên đồng tính nam, song tính hoặc đồng tính nữ có nhiều khả năng báo cáo sự liên quan trong thai kỳ so với bạn cùng lứa khác giới) [4]
- Vô gia cư, ảnh hưởng đến sức khỏe và chăm sóc

## Bệnh mãn tính
Sự thống trị gia tăng của các tình trạng mãn tính trong các điều kiện cấp tính, cùng với sự cải thiện đáng kể về tuổi thọ, đã khiến cho việc điều trị các tình trạng mãn tính như vậy ở tuổi thiếu niên có tầm quan trọng lớn hơn: Các điều kiện mãn tính và sự phát triển của thanh thiếu niên có tác động lẫn nhau.
Tình trạng mãn tính thường gây ra sự chậm trễ khi bắt đầu dậy thì và cản trở tạm thời hoặc vĩnh viễn cho sự tăng trưởng; ngược lại sự tăng trưởng và thay đổi nội tiết tố có thể làm mất ổn định điều trị cho tình trạng mãn tính. Sự gia tăng tính độc lập có thể dẫn đến những lỗ hổng trong việc tự quản lý, ví dụ, trong việc giảm sự quản lý bệnh tiểu đường.

## Chăm sóc sức khỏe cho thanh thiếu niên
Ngoài ra, các vấn đề về đạo đức y tế, đặc biệt liên quan đến bảo mật và quyền đồng ý chăm sóc y tế, phù hợp với việc thực hành y học vị thành niên.
Quyền đồng ý chăm sóc y tế của những người trẻ tuổi thường bị ảnh hưởng bởi khả năng nhận biết và hiểu các vấn đề sức khỏe của họ; kiến thức dịch vụ và thái độ đối với việc giúp đỡ tìm kiếm; rào cản cấu trúc; kiến thức, kỹ năng, thái độ của chuyên gia; môi trường dịch vụ và cấu trúc; khả năng điều hướng hệ thống y tế; tham gia các hoạt động xã hội của thanh niên; và cơ hội công nghệ. trình chăm sóc sức khỏe của những người trẻ tuổi bị thiệt thòi có thể được hỗ trợ bởi những người ủng hộ giúp họ định hướng hệ thống y tế phù hợp.

## Đào tạo
Các chuyên khoa y tế vị thành niên thường được đào tạo các chuyên ngành khoa nhi, nội khoa, med / peds hoặc y học gia đình. Các  chứng nhận hội đồng cho các chuyên ngành khác nhau này có các yêu cầu khác nhau để được cấp giấy chứng nhận, mặc dù tất cả đều yêu cầu hoàn thành học bổng và điểm đều vượt qua trong một kỳ thi chứng nhận. Hội đồng Nhi khoa Hoa Kỳ và Hội đồng Nội khoa Hoa Kỳ yêu cầu bằng chứng về thành tích học thuật của các ứng cử viên cho chứng nhận chuyên môn, thường ở dạng nghiên cứu ban đầu.
Tại Hoa Kỳ, chứng nhận của hội đồng y khoa chuyên khoa về y học vị thành niên có sẵn thông qua các hội đồng chuyên khoa như Hội đồng Nội khoa Hoa Kỳ, Hội đồng Khoa học Thần kinh và Tâm thần học Hoa Kỳ, Hội đồng Bác sĩ Gia đình Hoa Kỳ và Hội đồng Nhi khoa Hoa Kỳ.

## Danh sách các trung tâm y tế vị thành niên ở Hoa Kỳ
Nhiều chuyên gia phụ thực hành như một phần của phòng khám chuyên khoa tổng quát hoặc thực hành, hoặc trong các phòng khám trung học hoặc đại học. Ngoài ra, nhiều khu vực đô thị lớn có các phòng khám cung cấp dịch vụ chăm sóc dành riêng cho thanh thiếu niên. Các danh sách trung tâm y tế tại Mỹ bao gồm:
San Antonio
- Phòng khám dành cho thanh thiếu niên và thanh thiếu niên tại Fort Sam Houston

Dallas
- Phòng khám dành cho thanh thiếu niên và thanh thiếu niên tại Trung tâm y tế trẻ em (Dallas)
- Phòng khám Y học Vị thành niên Windhaven tại Bệnh viện Trưởng lão Y tế Texas (Plano)
- Chăm sóc sức khỏe cho nữ giới vị thành niên (Bắc Dallas)
- Chăm sóc sức khỏe Giới trẻ (Bắc Dallas)

Thành phố Kansas, Missouri
- Phòng khám vị thành niên tại Bệnh viện Nhi Mercy (Thành phố Kansas, Missouri)

Indianapolis, Indiana
- Bộ phận Y học vị thành niên, Khoa Nhi, Trường Y thuộc Đại học Indiana [9]

Thành phố New York
- Trung tâm y tế vị thành niên tại Trung tâm y tế Mount Sinai (Manhattan)
- Phòng khám vị thành niên tại Bệnh viện Nhi đồng tại Trung tâm Y tế Montefiore (the Bronx)

Dayton, Ohio
- Bộ phận Y học trẻ vị thành niên tại Bệnh viện trẻ em Dayton

Rochester, New York
- Phòng khám sức khỏe cho vị thành niên tại Đại học Rochester

Los Angeles
- Trung tâm chăm sóc sức khỏe thanh thiếu niên và thiếu niên tại Bệnh viện nhi Los Angeles

Khu vực San Francisco
- Phòng khám Y học Vị thành niên tại Bệnh viện Trẻ em Lucile Packard tại Stanford
- Phòng khám Y học vị thành niên tại UCSF

Boston
- Bộ phận Y học vị thành niên tại Bệnh viện Nhi đồng Boston

Philadelphia
- Phòng khám Y học vị thành niên tại Bệnh viện Philadelphia
- Y học vị thành niên tại Bệnh viện Nhi đồng St. Christopher
- Trung tâm y tế thiếu niên tại Trung tâm y tế thiếu nhi Temple University
- Trung tâm Y tế Thanh thiếu niên tại Trung tâm Y tế Albert Einstein

Columbus
- Chăm sóc sức khỏe vị thành niên tại Bệnh viện Nhi đồng Toàn quốc

Seattle
- Khoa Y học vị thành niên tại Bệnh viện Nhi đồng Seattle

Cincinnati, Ohio
- Bộ phận Y học vị thành niên tại Trung tâm Y tế Trẻ em

Richmond, Virginia
- Trung tâm y học vị thành niên tại Bệnh viện Nhi đồng Richmond

Fayetteville, Bắc Carolina
- Y học vị thành niên tại Trung tâm y tế quân đội Womac Lưu trữ ngày 20 tháng 8 năm 2018 tại Wayback Machine

## Danh sách các trung tâm y tế vị thành niên ở Úc
Những bệnh viện này cung cấp dịch vụ chăm sóc đặc biệt cho thanh thiếu niên:  Sydney
- Khoa Y học vị thành niên tại Bệnh viện Nhi đồng tại Westmead
- Khoa Y học vị thành niên tại Bệnh viện Westmead
- Tư vấn Thanh niên & Chill, tại Bệnh viện Hoàng tử Alfred

Melbourne
- Trung tâm chăm sóc sức khỏe vị thành niên Royal Children Hospital Melbourne

## Những tổ chức cấp cao
Ngoài việc là thành viên trong các tổ chức cho các chuyên ngành khác nhau của họ, các nhà cung cấp thuốc vị thành niên thường thuộc Hiệp hội Y tế và Sức khỏe vị thành niên và/hoặc Hiệp hội Phụ khoa Nhi và Thiếu niên Bắc Mỹ.
Được thành lập vào năm 1987, Hiệp hội Quốc tế về Sức khỏe vị thành niên (IAAH) là một tổ chức phi chính phủ đa ngành, tập trung rộng rãi vào sức khỏe thanh thiếu niên.

## Ấn phẩm chuyên ngành
- Tạp chí Sức khỏe vị thành niên (do Hiệp hội Y học vị thành niên xuất bản)
- Tạp chí Phụ khoa Nhi và Thiếu niên (được xuất bản bởi Hiệp hội Phụ khoa Nhi và Thiếu niên Bắc Mỹ)
- Y học vị thành niên: Nhận xét về tình trạng (được xuất bản bởi Học viện Nhi khoa Hoa Kỳ)